# 491
El 491 (CDXCI) fou un any comú començat en dimarts del calendari julià.

## Esdeveniments
- L'església d'Armènia se separa de la catòlica.

## Necrològiques
- 9 d'abril: Zenó, emperador romà d'Orient.